# Campionato serbo di pallavolo maschile
Il campionato serbo di pallavolo maschile è un insieme di tornei pallavolistici per squadre di club serbe, istituiti dalla Federazione pallavolistica della Serbia.

## Struttura
- Campionati nazionali professionistici:

Superliga: a girone unico, partecipano dieci squadre.
- Campionati nazionali non professionistici:

Prva Liga: a girone unico, partecipano dieci squadre.